# Fujiwara (Familienname)
Fujiwara ist ein japanischer Familienname.
- Arata Fujiwara (* 1981), japanischer Marathonläufer
- Cocoa Fujiwara (1983–2015), japanische Mangaka
- Fujiwara Ginjirō (1869–1960), japanischer Unternehmer und Politiker
- Harry Fujiwara (1934–2016), japanischstämmiger US-amerikanischer Wrestler, siehe Mr. Fuji
- Iori Fujiwara (1948–2007), japanischer Schriftsteller
- Fujiwara Iwaichi (1908–1986), General der Kaiserlich Japanischen Armee
- Katsuaki Fujiwara (* 1975), japanischer Motorradrennfahrer
- Fujiwara Kei (1899–1983), japanischer Töpfer und Keramikkünstler
- Fujiwara Kei (Regisseurin) (* 1957), japanische Regisseurin und Schauspielerin
- Keiji Fujiwara (1964–2020), japanischer Synchronsprecher
- Kensuke Fujiwara (* 2003), japanischer Fußballspieler
- Kiyoto Fujiwara (* 1953), japanischer Jazz-Bassist
- Kōtarō Fujiwara (* 1990), japanischer Fußballspieler
- Makoto Fujiwara (1938–2019), japanischer Steinbildhauer
- Masakazu Fujiwara (* 1981), japanischer Langstreckenläufer
- Fujiwara Matsusaburō (1881–1946), japanischer Mathematiker und Mathematikhistoriker
- Norihiko Fujiwara (* 1966), japanischer Motorradrennfahrer
- Rika Fujiwara (* 1981), japanische Tennisspielerin
- Fujiwara Seika (1561–1619), neokonfuzianischer Philosoph der Momoyama-Zeit
- Shiryū Fujiwara (* 2000), japanischer Fußballspieler
- Simon Fujiwara (* 1982), englischer Künstler
- Sōtarō Fujiwara (* 1998), japanischer Judoka
- Sōya Fujiwara (* 1995), japanischer Fußballspieler
- Takuya Fujiwara (* 1992), japanischer Fußballspieler
- Tatsuya Fujiwara (* 1982), japanischer Schauspieler
- Tetsurō Fujiwara, japanischer Mediziner
- Tomas Fujiwara (* 1977), US-amerikanischer Jazzmusiker
- Fujiwara Yoshie (1898–1976), japanischer Opernsänger
- Fujiwara Yoshio (†), japanischer Fußballspieler
- Yū Fujiwara (1932–2001), japanischer Kunsthandwerker und lebender Nationalschatz
- Yūdai Fujiwara (* 2002), japanischer Fußballspieler

sowie
- Fujiwara no Akihira (980–1066), japanischer Adeliger
- Fujiwara no Akisuke (1090–1155), japanischer Adeliger
- Fujiwara no Fujifusa (1090–1155), japanischer Adeliger
- Fujiwara no Fuyutsugu (755–826), japanischer Adeliger
- Fujiwara no Fuhito (659–720), japanischer Adeliger
- Fujiwara no Hidesato (aktiv im 10. Jh.), japanischer Adeliger
- Fujiwara no Ietaka (1158–1237), japanischer Dichter
- Fujiwara no Kamatari (1090–1155), japanischer Adeliger
- Fujiwara no Kintō (966–1041), japanischer Dichter und Aristokrat
- Fujiwara no Kiyokawa (716–779), japanischer Adeliger
- Fujiwara no Kiyosuke (1104–1177), japanischer Waka-Dichter
- Fujiwara no Korechika (974–1010), japanischer Adeliger
- Fujiwara no Michinaga (966–1028), Fujiwara-Regent in Japan
- Fujiwara no Michinori († 1160), Ratgeber und Kanzler des japanischen Kaisers Nijō
- Fujiwara no Michitoshi (1047–1099), japanischer Adeliger
- Fujiwara no Mototoshi (1056–1142), japanischer Adeliger
- Fujiwara no Nakamaro (706–764), japanischer Adeliger
- Fujiwara no Nobuzane (1177–1265), japanischer Adeliger
- Fujiwara no Sadaie (1162–1241), japanischer Dichter
- Fujiwara no Sadako (977–1001), japanische Gemahlin des Kaisers Ichichjō
- Fujiwara no Sukemasa (944–998), japanischer Adeliger
- Fujiwara no Sumitomo (?–941), japanischer Adeliger
- Fujiwara no Tadahira (880–949), japanischer Kuge (Hofadeliger) und Regent unter Kaiser Suzaku, sowie Dichter
- Fujiwara no Takenobu (1142–1208), japanischer Adeliger
- Fujiwara no Tameie (1198–1275), japanischer Dichter
- Fujiwara no Teishi (976–1001), japanischer Adeliger
- Fujiwara no Toshinari (1114–1204), japanischer Dichter
- Fujiwara no Yasunori (825–895), japanischer Hofbeamter und Gouverneur
- Fujiwara no Yorimichi (992–1074), japanischer Adeliger
- Fujiwara no Yorinaga (1120–1156), japanischer Politiker
- Fujiwara no Yoshifusa (804–872), japanischer Adeliger
- Fujiwara no Yoshitsune (1169–12065), japanischer Adeliger
- Fujiwara no Yukinari (972–1028), japanischer Hofbeamter und Kalligraf der Heian-Zeit

Fiktionale Charaktere:
- Fujiwara no Sai, Figur in Hikaru no Go
- Zakuro Fujiwara, Figur in Tokyo Mew Mew
- Hazuki Fujiwara/Emilie Fujiwara, Figur in DoReMi (Anime)
- Takumi Fujiwara und Bunta Fujiwara, Figuren in Initial D
- Fujiwara no Mokou, Figur in Touhou Project